# Angelika Hager
Angelika Hager (* 1963 in Baden bei Wien; Pseudonym Polly Adler) ist eine österreichische Journalistin und Autorin.

## Leben
Angelika Hager leitet seit 1997 das Gesellschaftsressort des Nachrichtenmagazins profil, wo sie wöchentlich gesellschaftspolitische Artikel publiziert und für viele Cover-Geschichten zu den Themen Psychologie, Feminismus, Sexualität und Psychiatrie verantwortlich ist. 2014 publizierte sie das Buch „Schneewittchenfieber - warum der Feminismus auf die Schnauze gefallen ist und uns das Retro-Weibchen beschert hat“, das in Österreich einen heftigen Diskurs ausgelöst hat und auch in Deutschland auf großes Medienecho stieß. Vier Jahre später beschrieb sie ihre „Safari durch die männliche Psyche“ und untersuchte den Zustand der Männer in ihrem Buch „Kerls“. 2011 erfand und gründete sie das Literaturfestival „Schwimmender Salon“ im Thermalbad Vöslau, das seither unter ihrer künstlerischen Intendanz steht. Ausgangspunkt für das Festival war ein Roman rund um das Thermalbad Bad Vöslau, für den Hager im Auftrag von Vöslauer einen Sommer im Bad verbrachte: „Wer jung bleiben will, muss früh damit anfangen.“ Im „Schwimmenden Salon“ traten Künstler wie Claus Peymann, Michael Heltau, Maria Happel, Philipp Hochmair und Harald Schmidt auf. Im November 2017 feierte die von Angelika Hager bearbeitete Bühnenfassung von Willkommen bei den Hartmanns am Wiener Akademietheater Premiere. Das Stück unterscheidet sich vom Film durch eine härtere Sicht auf die Flüchtlingspolitik und einen starken Österreich-Bezug. 2022 bearbeitete und aktualisierte Hager im Auftrag der Festspiele Reichenau Neil Simons Komödie „Ein ungleiches Paar“.

## Polly Adler
Hager erfand 1996 für das samstäglich erscheinende Kurier-Magazin Freizeit die fiktive Polly Adler, unter deren Namen sie seither die humoristische Kolumne Chaos de Luxe schreibt.
Neben der wöchentlichen Kolumne wurden inzwischen zehn Bücher und zwei Audio-CDs unter dem Pseudonym Polly Adler veröffentlicht. Der Fernsehfilm Polly Adler – Eine Frau sieht rosa erschien im Jahr 2005; die vierteilige Serie Polly Adler wurde ab Mai 2008 gesendet. Die Rolle der Polly Adler wird in Film und Serie von Petra Morzé gespielt. Die Drehbücher schrieb Angelika Hager, das der Serie mit Beteiligung von Uli Brée. Anlässlich ihres 20-jährigen Kolumnen-Jubiläums als Polly Adler tourt sie regelmäßig mit ihren Freundinnen, den Burg-Schauspielerinnen Maria Happel und Petra Morzé, sowie Sona Mac Donald und Sigrid Hauser auf Österreichs Bühnen wie dem Wiener Rabenhoftheater mit dem Programm „Amourhatscher“. Im Herbst 2019 feiert das zweite Polly-Adler-Programm „Nymphen in Not“ im Rabenhof Premiere, die dritte Premiere „Knietief im Glamour“ ist für den 22. Oktober 2023 geplant. Unter ihrem Pseudonym Polly Adler publizierte sie zuletzt die Liebeserklärung an das analoge Leben „Echt jetzt!“, die den Untertitel „eine Rückholaktion“ trägt. 
In dem Roman Der Jonas-Komplex von Thomas Glavinic wird Hager vom Erzähler als „langjährige Freundin“ vorgestellt.

## Publikationen
- Polly Adler: Chaos de Luxe. NP-Verlag (Hardcover) und Deutscher Taschenbuch Verlag, München 2003, ISBN 3-423-20625-X
- Polly Adler: Pollywood. Und andere Geschichten aus dem Chaos der Liebe. Amalthea Wien 2006, ISBN 3-85002-537-3.
- Polly Adler: Auch Luder brauchen Liebe. Chaos de Luxe – neue Kolumnen und Rezepte. NP Buchverlag 2003, ISBN 3-85326-081-0.
- Polly Adler: Amour pfuh. Amalthea, Wien 2008.
- Polly Adler: Nur Idioten sind glücklich. Short stories. Amalthea, Wien 2009, ISBN 978-3-85002-692-5.
- Polly Adler: Venus im Koma., Roman, Amalthea, Wien 2010, ISBN 978-3-85002-757-1.
- Polly Adler: „Wer jung bleiben will...“ Roman, Amalthea, Wien 2011.
- Polly Adler: Adieu, Fortpflanz! – Wie man als Mutter richtig versagt. Kolumnen, Amalthea, Wien 2013.
- Angelika Hager: Schneewittchenfieber. Warum der Feminismus auf die Schnauze gefallen ist und uns das Retro-Weibchen beschert hat. K&S, 2014.
- Polly Adler: Amour-Hatscher. Best of Chaos de Luxe. 250 Kolumnen aus 20 Jahren. Amalthea Signum, Wien 2016, ISBN 978-3-99050-047-7.
- Angelika Hager: Kerls! Eine Safari durch die männliche Psyche. Kremayr & Scheriau, Wien 2018, ISBN 978-3-218-01126-6.
- Polly Adler: Echt. Jetzt! Eine Rückholaktion für unser schönes analoges Leben. Kremayr & Scheriau, Wien 2021, ISBN 978-3-218-01233-1

## Hörbücher
- Polly Adler: Adieu, Fortpflanz. Wie man als Mutter richtig versagt. Sprecherin: Maria Happel, Mono Verlag, 2013, ISBN 978-3-902727-36-7.
- Polly Adler: Chaos de luxe, gesprochen von Petra von Morzé.

## Film
- Polly Adler – eine Frau sieht rosa. TV-Film, 2005.